# Bronce de Aritium Vetus
El Bronce de Aritium Vetus es un documento epigráfico realizado en bronce en el siglo I, encontrado en 1659. Su nombre procede del lugar donde se halló, Aritium Vetus, oppidum prerromano situado en la actual freguesia portuguesa de Alvega de Abrantes.
Su contenido incluye un juramento de fidelidad de los habitantes de la ciudad hacia el emperador romano Calígula durante su ascenso al trono, en el año 37.
Este bronce es peculiar por ser unos de los pocos testimonios arqueológicos del reinado de Calígula en suelo de la península ibérica.